# Dorfkirche Bergholz (Bad Belzig)

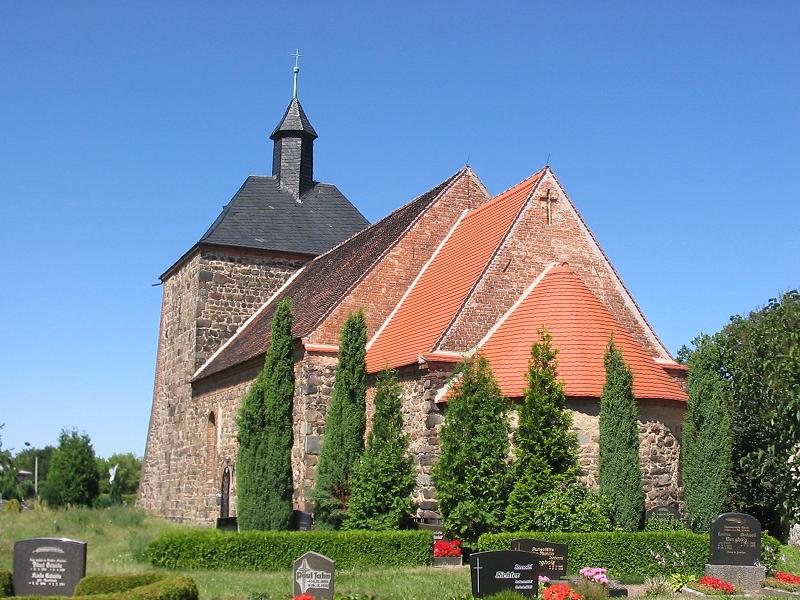
Dorfkirche Bergholz (Bad Belzig)

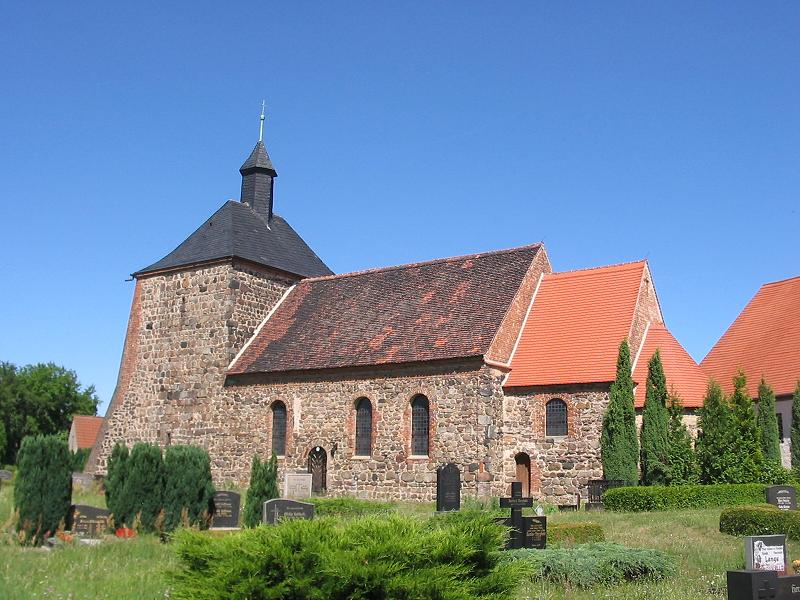
Staffelung von Apsis, Chor, Schiff und Turm

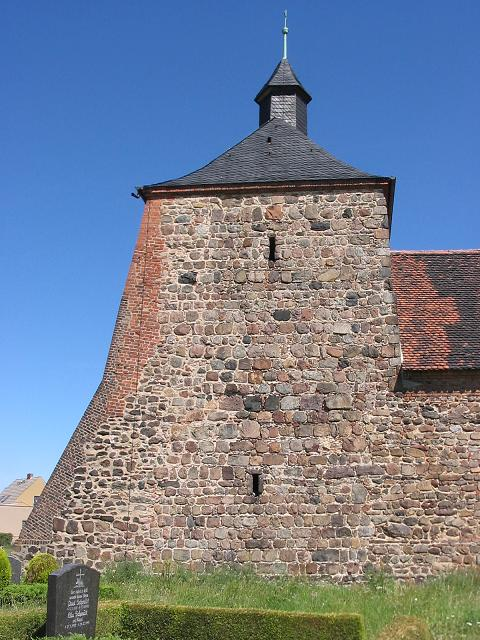
Turm

Die evangelische Dorfkirche Bergholz ist eine romanische Saalkirche im Ortsteil Bergholz von Bad Belzig im Landkreis Potsdam-Mittelmark in Brandenburg. Sie gehört zur Kirchengemeinde St. Marien/Hoher Fläming Bad Belzig im Kirchenkreis Mittelmark-Brandenburg der Evangelischen Kirche Berlin-Brandenburg-Schlesische Oberlausitz und kann nach Anmeldung besichtigt werden.

## Geschichte und Architektur
Die Feldsteinkirche mit der charakteristischen Staffelung von rechteckigem Schiff, eingezogenem, quadratischem Chor mit Apsis und Westquerturm (Vollständige Anlage) stammt vermutlich aus der Zeit um 1200. Das Mauerwerk von Schiff und Chor ist aus nahezu ungequaderten, nur außen geglätteten Feldsteinen in Lagen aufgeführt.
Demgegenüber ist der Turm aus gut gequadertem Mauerwerk ausgeführt.
Nach einem Teileinsturz im Mittelalter erhielt er zwei schräge Stützmauern im Westen in Klosterformatziegeln.
Die Giebel von Schiff und Chor wurden ebenfalls in Backstein erneuert; die großen Rundbogenfenster stammen vermutlich vom Ende des 19. Jahrhunderts. In der ursprünglichen Form sind das südliche Rundbogenportal und die Apsisfenster erhalten, eine Priesterpforte im Chor weist Erneuerungen am Gewände in Backstein auf. Ein ehemaliges Portal auf der Nordseite ist vermauert. Das Innere ist flachgedeckt und wurde 1976 restauriert. Zwischen Turm und Schiff vermittelt eine große, jetzt zugesetzte Rundbogenöffnung. Ein breiter rundbogiger Triumphbogen verbindet den Chor mit dem Schiff. Im Westen ist eine Empore eingebaut. Die Sanierung des Kirchendachs konnte 2024 abgeschlossen werden.

## Ausstattung
Hauptstück der Kirchenausstattung ist der Altaraufsatz aus der Zeit um 1700. Die Mitte ist gerahmt von Knorpelwerkwangen und -aufsatz mit Medaillons, das Hauptbild zeigt die Kreuzigung, darunter ist das Abendmahl dargestellt.
Die polygonale, hölzerne Kanzel mit Ecksäulchen wurde gegen Ende des 17. Jahrhunderts geschaffen.
Die Orgel ist ein Werk von Gottfried Wilhelm Baer aus dem Jahr 1865 mit acht Registern auf einem Manual und Pedal. Sie wurde 2001 durch Rainer Wolter restauriert.